# Roche phanéritique
Phanérite

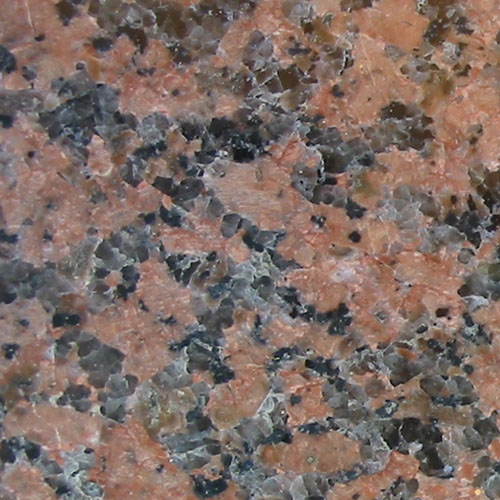
Un échantillon de granite rapakivi, dont les cristaux d'orthose rose et d'oligoclase gris sont apparents

Une roche phanéritique (ou de texture phanéritique), ou phanérite, est une roche dont les cristaux sont visibles à l'œil nu (ce sont des phénocristaux). Les roches dont les cristaux ne le sont pas sont dites aphanitiques.
Les roches plutoniques (ou intrusives) sont toujours phanéritiques, alors que les roches volcaniques (ou extrusives) peuvent être phanéritiques ou aphanitiques.